# José María López
José María López (ur. 26 kwietnia 1983 w Río Tercero) – argentyński kierowca wyścigowy. Ma za sobą starty w serii GP2 w zespołach Super Nova (sezon 2006) i DAMS (sezon 2005) oraz w zespole CMS w Formule 3000.

## Kariera
López rozpoczął swoją karierę wyścigową w 2001 roku od startów w Formule Renault 2000 Eurocup, gdzie ścigał się także w 2002 roku. W tym samym roku ścigał się także we Włoskiej Formule Renault, gdzie zdobył tytuł mistrzowski. W 2003 roku przeniósł się do Formuły Renault V6 Eurocup.
W 2004 roku López przeniósł się do Formuły 3000, gdzie startował w zespole CMS. Wystartował także w kilku wyścigach Formuły Renault V6 Eurocup.
López ścigał się także w inauguracyjnym sezonie serii GP2 w zespole DAMS, gdzie był jedynym kierowcą, który miał za sobą pełny sezon startów w Formule 3000, która była poprzedniczką serii GP2. W sezonie 2006 przeniósł się do zespołu Super Nova.
Część 2007 roku spędził w American Le Mans Series, w której jeździł samochodem Ferrari 430 GT dla zespołu Corsa Motorsports/White Lightning w wyścigu 12 Hours of Sebring oraz dla zespołu Risi Competizione w wyścigu na torze w St. Petersburgu.
W tym samym roku startował także w argentyńskiej serii wyścigów samochodów turystycznych – TC 2000. W sezonie 2008 zdobył w tejże serii tytuł mistrzowski, a rok później obronił go. W sezonach 2008 i 2009 startował także w Turismo Carretera, a w sezonie 2009 w Top Race V6. 20 grudnia 2009 roku stracił unikalną szansę na zdobycie trzech tytułów mistrzowskich w tym samym sezonie, w różnych seriach wyścigowych, gdy podczas osiemnastego okrążenia ostatniego wyścigu serii Turismo Carretera, jego auto uległo awarii.

### Formuła 1
26 stycznia 2010 López został oficjalnie potwierdzony jako kierowca wyścigowy debiutującego w Formule 1 zespołu US F1 Team, jednak zespół ten wycofał się z powodu problemów finansowych.

### World Touring Car Championship
W 2013 roku Argentyńczyk dołączył do stawki Mistrzostw Świata Samochodów Turystycznych WTCC jako kierowca niemieckiej ekipy Wiechers-Sport podczas rundy w Argentynie. Wywalczył dziewiątą pozycję startową do pierwszego wyścigu, a do drugiego wyścigu wyruszał jako pierwszy. Uplasował się na piątej i pierwszej pozycji, odnosząc swoje pierwsze zwycięstwo w tych mistrzostwach. 
W sezonie 2014 został ogłoszony kierowcą nowo powstałego fabrycznego zespołu Citroëna - Citroën Total WTCC. Mimo że jego partnerami zostali czterokrotny mistrz WTCC Yvan Muller i dziewięciokrotny mistrz WRC Sébastien Loeb, to Argentyńczyk okazał się liderem zespołu. Przy dominacji samochodów Citroëna oznaczało to, że López w każdym wyścigu był faworytem do zwycięstwa. Wygrał łącznie dziesięć wyścigów, a w pozostałych wyścigach jeszcze siedmiokrotnie stawał na podium. Uzbierał łącznie 462 punkty, o 126 więcej niż Muller. Już w Chinach zapewnił sobie mistrzowski tytuł.

## Wyniki w GP2
| Legenda oznaczeń w tabelach wyników Wyświetl szablon na nowej stronie | Legenda oznaczeń w tabelach wyników Wyświetl szablon na nowej stronie                                                                     |
| Oznaczenie                                                            | Wyjaśnienie |
| --------------------------------------------------------------------- | --- |
| Złoty                                                                 | Zwycięzca lub mistrzostwo |
| Srebrny                                                               | 2. miejsce lub wicemistrzostwo |
| Brązowy                                                               | 3. miejsce lub II wicemistrzostwo |
| Zielony                                                               | Ukończył, punktował (w klasyfikacji generalnej, gdy zdobył co najmniej jeden punkt na przestrzeni sezonu, poza trzema powyższymi opcjami) |
| Niebieski                                                             | Ukończył, nie punktował (w klasyfikacji generalnej, gdy nie zdobył co najmniej jednego punktu na przestrzeni sezonu)                      |
| Czerwony                                                              | Nie zakwalifikował się (NZ) |
| Czerwony                                                              | Nie prekwalifikował się (NPK) |
| Różowy                                                                | Nie ukończył (NU) |
| Różowy                                                                | Niesklasyfikowany (NS) (w klasyfikacji generalnej, gdy nie został sklasyfikowany w żadnym wyścigu sezonu)                                 |
| Czarny                                                                | Zdyskwalifikowany (DK) |
| Czarny                                                                | Wykluczony (WYK/EX) |
| Biały                                                                 | Nie wystartował (NW) |
| Biały                                                                 | Kontuzjowany (K/INJ) |
| Biały                                                                 | Wyścig odwołany (OD/C) |
| Bez koloru                                                            | Został wycofany (WYC/WD) |
| Bez koloru                                                            | Nie przybył (NP/DNA) |
| Bez koloru                                                            | Nie brał udziału w treningach (NT/DNP) |
| Bez koloru                                                            | Nie został zgłoszony (–) |
| Pogrubienie                                                           | Start z pole position |
| Kursywa                                                               | Najszybsze okrążenie wyścigu |
| †                                                                     | Nie ukończył, ale jego rezultat został zaliczony ze względu na przejechanie więcej niż 90% dystansu wyścigu.                              |
| *                                                                     | Sezon w trakcie |
| 1/2/3                                                                 | Punktowana pozycja w sprincie kwalifikacyjnym                                                                                             |
| Lista systemów punktacji Formuły 1                                    | |

| Rok  | Zespół            | Wyniki w poszczególnych eliminacjach | Wyniki w poszczególnych eliminacjach | Wyniki w poszczególnych eliminacjach | Wyniki w poszczególnych eliminacjach | Wyniki w poszczególnych eliminacjach | Wyniki w poszczególnych eliminacjach | Wyniki w poszczególnych eliminacjach | Wyniki w poszczególnych eliminacjach | Wyniki w poszczególnych eliminacjach | Wyniki w poszczególnych eliminacjach | Wyniki w poszczególnych eliminacjach | Wyniki w poszczególnych eliminacjach | Wyniki w poszczególnych eliminacjach | Wyniki w poszczególnych eliminacjach | Wyniki w poszczególnych eliminacjach | Wyniki w poszczególnych eliminacjach | Wyniki w poszczególnych eliminacjach | Wyniki w poszczególnych eliminacjach | Wyniki w poszczególnych eliminacjach | Wyniki w poszczególnych eliminacjach | Wyniki w poszczególnych eliminacjach | Wyniki w poszczególnych eliminacjach | Wyniki w poszczególnych eliminacjach | Punkty | Pozycja |
| ---- | ----------------- | ------------------------------------ | ------------------------------------ | ------------------------------------ | ------------------------------------ | ------------------------------------ | ------------------------------------ | ------------------------------------ | ------------------------------------ | ------------------------------------ | ------------------------------------ | ------------------------------------ | ------------------------------------ | ------------------------------------ | ------------------------------------ | ------------------------------------ | ------------------------------------ | ------------------------------------ | ------------------------------------ | ------------------------------------ | ------------------------------------ | ------------------------------------ | ------------------------------------ | ------------------------------------ | ------ | ------- |
| 2005 | DAMS              | SMR                                  | SMR                                  | ESP                                  | ESP                                  | MON                                  | NÜR                                  | NÜR                                  | FRA                                  | FRA                                  | GBR                                  | GBR                                  | HOC                                  | HOC                                  | HUN                                  | HUN                                  | TUR                                  | TUR                                  | ITA                                  | ITA                                  | BEL                                  | BEL                                  | BHR                                  | BHR                                  | 36     | 9       |
| 2005 | DAMS              | 2                                    | 11                                   | 6                                    | 1                                    | NU                                   | 13                                   | 14                                   | 2                                    | NU                                   | 9                                    | NU                                   | 13                                   | 10                                   | NU                                   | NU                                   | 6                                    | 7                                    | NU                                   | NU                                   | 10                                   | 8                                    | 4                                    | 4                                    | 36     | 9       |
| 2006 | Super Nova Racing | VAL                                  | VAL                                  | SMR                                  | SMR                                  | NÜR                                  | NÜR                                  | ESP                                  | ESP                                  | MON                                  | GBR                                  | GBR                                  | FRA                                  | FRA                                  | HOC                                  | HOC                                  | HUN                                  | HUN                                  | TUR                                  | TUR                                  | ITA                                  | ITA                                  |                                      |                                      | 30     | 10      |
| 2006 | Super Nova Racing | 5                                    | NU                                   | NU                                   | NU                                   | 4                                    | 3                                    | NU                                   | NU                                   | NU                                   | NU                                   | 14                                   | 3                                    | NU                                   | 7                                    | 2                                    | 8                                    | NU                                   | 9                                    | 11                                   | NU                                   | NU                                   |                                      |                                      | 30     | 10      |